# Katriina Talaslahti
Katriina Talaslahti (Espoo, 21 settembre 2000) è una calciatrice finlandese, portiere del Digione  e della nazionale finlandese.

## Carriera

### Club
Appassionata di calcio, inizia a praticarlo già all'età di sei anni entrando a far parte del club locale del Leppävaaran Pallo, per poi passare qualche anno più tardi all'Honka, club di Espoo, sua città natale.
All'età di tredici anni si trasferisce in Germania, giocando nei settori giovanili di Norimberga e Bayern Monaco. Al Bayern inizia il proprio percorso giocando per due anni in under-17 e vincendo il titolo nazionale di categoria, salvo poi essere promossa nella squadra riserve, militante in 2. Frauen-Bundesliga. Vi gioca per due annate nella quale ottiene un totale di 24 presenze.
Nel giugno 2019 Talaslahti decide di trasferirsi per la sua seconda esperienza all'estero, firmando un contratto triennale con le campionesse di Francia in carica dell'Olympique Lione. Dal 2019 al 2021 fa parte della rosa della squadra, per il quale appare solo nella competizione Trophée Féminin Veolia il 13 agosto 2020, nella vittoria per 4-0 sul PSV. Facendo parte della squadra, può comunque vantare due titoli: è la prima finlandese a vincere la UEFA Women's Champions League, pur senza giocare, accanto al campionato francese.
Durante la sessione estiva di calciomercato 2021, il Fleury annuncia di averla ingaggiata per la stagione entrante. A disposizione del tecnico Jérémie Descamps debutta in Division 1 Féminine il 12 settembre 2021, alla 3ª giornata di campionato, nella vittoria esterna per 2-1 contro il Bordeaux.
Titolare nel corso della prima stagione, perde il posto in avvio della seconda. Ciò la porta nel 2023 a trovare un'altra squadra e, infatti, il 20 luglio 2023 viene acquistata dal Le Havre.
Dopo una sola stagione cambia nuovamente club e firma un contratto biennale con il Digione.

### Nazionale
Talaslahti inizia ad essere convocata dalla Federcalcio finlandese dal 2016, inserita in rosa con la formazione Under-17 che affronta le qualificazioni all'Europeo di Repubblica Ceca 2017. Nel torneo gioca tutti i tre incontri del gruppo 5 della prima fase di qualificazione, debuttando il 28 ottobre 2016 nella vittoria per 8-0 sulla Georgia, con la sua nazionale che però pur chiudendo con una vittoria e due pareggi, a pari punti (5) con Portogallo e Portogallo, non riesce ad accedere al turno successivo per peggiore differenza reti.
Nel 2018 arriva anche la prima convocazione in Under-19, in occasione delle qualificazioni all'Europeo di Scozia 2017. il tecnico federale Marianne Miettinen la impiega complessivamente in 4 occasioni, debuttando il 3 ottobre 2018 nel primo degli incontri della prima fase, vittoria per 5-0 sulla selezione della Macedonia. Nel torneo la Finlandia, dopo aver chiuso da imbattuta il gruppo 5 della prima fase eliminatoria, nella fase élite deve cedere la qualificazione alla fase finale alle pari età del Belgio che pur a pari prestazioni e punti conquistati passano il turno con una migliore differenza reti. Talaslahti, scesa titolare nell'incontro del 6 aprile 2019 pareggiato dalle belghe per 1-1 in piena zona Cesarini, indossa in quell'occasione per l'ultima volta la maglia della nazionale finlandese in un incontro ufficiale UEFA.
Nell'estate 2021, il commissario tecnico della nazionale maggiore Anna Signeul, vista l'indisponibilità di Anna Tamminen, decide di inserirla in rosa, come vice dell'esperta Paula Myllyoja, con la squadra che affronta in amichevole la Polonia e la Russia, rispettivamente l'11 e il 14 giugno, con Myllyoja che scende tra i pali in entrambi gli incontri, pareggiando il primo per 2-2 e perdendo il secondo per 1-0.

## Statistiche

### Cronologia presenze e reti in nazionale
| Cronologia completa delle presenze e delle reti in nazionale ― Finlandia | Cronologia completa delle presenze e delle reti in nazionale ― Finlandia | Cronologia completa delle presenze e delle reti in nazionale ― Finlandia | Cronologia completa delle presenze e delle reti in nazionale ― Finlandia | Cronologia completa delle presenze e delle reti in nazionale ― Finlandia | Cronologia completa delle presenze e delle reti in nazionale ― Finlandia | Cronologia completa delle presenze e delle reti in nazionale ― Finlandia | Cronologia completa delle presenze e delle reti in nazionale ― Finlandia |
| Data                                                                     | Città                                                                    | In casa                                                                  | Risultato                                                                | Ospiti                                                                   | Competizione                                                             | Reti                                                                     | Note                                                                     |
| ------------------------------------------------------------------------ | ------------------------------------------------------------------------ | ------------------------------------------------------------------------ | ------------------------------------------------------------------------ | ------------------------------------------------------------------------ | ------------------------------------------------------------------------ | ------------------------------------------------------------------------ | ------------------------------------------------------------------------ |
| 12-4-2022                                                                | Helsinki                                                                 | Finlandia                                                                | 6 – 0                                                                    | Georgia                                                                  | Qual. Mondiali 2023                                                      | -                                                                        |                                                                          |
| 16-7-2022                                                                | Milton Keynes                                                            | Finlandia                                                                | 0 – 3                                                                    | Germania                                                                 | Euro 2022 - 1º turno                                                     | -3                                                                       |                                                                          |
| Totale                                                                   |                                                                          | Presenze                                                                 | 2                                                                        |                                                                          | Reti                                                                     | -3                                                                       |                                                                          |

## Palmarès

### Club
- Coppa di Francia: 1

Olympique Lione: 2019-2020
- Trophée des Championnes: 1

Olympique Lione: 2019